# Рахматуллаев, Сирожиддин Рихситиллаевич
Сирожиддин Рихситиллаевич Рахматуллаев (узб. Sirojiddin Rixsitillaevich Rahmatullaev; род. 2 января 1953, Зангиатинский район, Ташкентская область, Узбекская ССР, СССР) — советский, узбекский резчик по дереву. Народный художник Узбекистана (2000), академик Академии художеств Узбекистана (2018).

## Биография
Родился 2 января 1953 года в Зангиатинском районе Ташкентской области. В 1978 году окончил Республиканское художественное училище им. П. Бенькова. С 1978 года работал бригадиром творческого объединения «Усто», свою карьеру начал в творческой группе Ортика Файзуллаева. 
6 марта 2018 года был избран действительным членом Академии художеств Узбекистана. Работает и воспитывает учеников в своей мастерской, которая расположена в махалле Амира Темура в Зангиатинском районе.

## Творчество
Яркий представитель ташкентской школы резьбы по дереву. Сохраняет и развивает традиции национального прикладного искусства, среди его работ: предметы посуды — тарелки, блюдца; шкатулки. Оформил интерьеры многих административных и культурных зданий в Узбекистане и за его пределами: Государственный музей истории Тимуридов, Дворец Туркестана, Узбекский национальный академический драматический театр; совместно со своими учениками: здание Законодательной палаты Олий Мажлиса, Мемориальный комплекс имама Аль-Бухари, Мавзолей Бахауддина Накшбанда, Площадь Памяти и почестей, Мемориальный комплекс «Шахидлар хотираси», чайхана «Голубые купола», Ансамбль Хазрати Имам, Дворец международных форумов, Центр просвещения «Маърифат маркази». Работы Сирожиддина Рахматуллаева экспонировались на национальных и международных выставках. 

## Награды
- Народный художник Узбекистана (2003)[1]